# سیارک ۲۴۶۰۷
سیارک ۲۴۶۰۷ (به انگلیسی: 24607 Sevnatu، نامگذاری:1977PC1) بیست و چهار هزار و ششصد و هفتمین سیارک کشف شده‌است که در ۱۴ اوت ۱۹۷۷ کشف شد.
قدر مطلق سیارک برابر ۱۳٫۸ است.